# Dysdera werneri
Dysdera werneri là một loài nhện trong họ Dysderidae.
Loài này thuộc chi Dysdera. Dysdera werneri được Christa Deeleman-Reinhold miêu tả năm 1988.